# Vicente García (Fußballspieler)
Vicente García (* 1912; † 30. April 1980), auch bekannt unter dem Spitznamen Chamaco (span. für Der Junge), war ein mexikanischer Fußballspieler auf der Position eines Stürmers.

## Leben
García spielte zu Beginn seiner Karriere beim Real Club España, mit dem er den Meistertitel der Saison 1929/30 gewann. 1931 wechselte er zum Club Necaxa und gehörte zur Stammformation jener als Once Hermanos (dt. Elf Brüder) in die mexikanische Fußballgeschichte eingehende Mannschaft, die zwischen 1932/33 und 1937/38 vier Meistertitel erzielte und die überwiegende Mehrheit der Spieler stellte, die bei den Zentralamerikanischen Meisterschaften 1935 in El Salvador den ersten Titel einer mexikanischen Fußballnationalmannschaft gewannen.
Zwischen 1934 und 1938 bestritt „Chamaco“ García insgesamt neun Länderspiele: sein Debüt gab er am 4. März 1934 im Rahmen der WM-Qualifikation gegen Kuba (3:2) und sein letztes Spiel absolvierte er am 14. Februar 1938 im Rahmen der vierten Zentralamerikanischen Meisterschaften in Panama, das gegen Venezuela 1:0 gewonnen wurde. Dabei erzielte er insgesamt fünf Tore: sein erstes gelang ihm am 27. März 1935 zur 1:0-Führung gegen Gastgeber El Salvador im Rahmen der dritten Zentralamerikanischen Meisterschaften. Im selben Spiel, das von Mexiko 8:1 gewonnen wurde, erzielte er auch den Zwischenstand zum 4:1. Am folgenden Tag erzielte er das Tor zum 5:0-Pausenstand gegen Guatemala, das am Ende mit 5:1 gewonnen wurde. Ein weiterer „Doppelpack“ gelang ihm am 25. September 1937 in einem Freundschaftsspiel gegen die USA, das ebenfalls 5:1 gewonnen wurde.

## Erfolge

### Verein
- Mexikanischer Meister: 1929/30 (mit España) sowie 1932/33, 1934/35, 1936/37 und 1937/38 (mit Necaxa)

### Nationalmannschaft
- Zentralamerikanischer Meister: 1935, 1938[3]